# Ipomoeeae
Ipomoeeae, tribus slakovki ( Convolvulaceae). Devet je priznatih rodova.

## Rodovi
1. Argyreia Lour., 138
2. Astripomoea A.Meeuse, 12
3. Blinkworthia Choisy, 2
4. Ipomoea L., 642
5. Lepistemon Blume, 7
6. Lepistemonopsis Dammer, 1
7. Paralepistemon Lejoly & Lisowski, 2
8. Rivea Choisy, 3
9. Stictocardia Hallier f., 12

## Sinonimi
- Argyreieae Choisy ex G. Don
- Argyreiinae Meisn. in Martius
- Ipomoeinae D. Parodi
- Lepistemoneae Miq.